# أرسلان توغوز
أرسلان توغوز  المعروف أيضًا باسم أرسلان توغوزاتا،  أو أرسلان باي كان مفوضًا للشرطة في الإمبراطورية العثمانية ، وزعيم ميليشيا وسياسيًا في تركيا .
وُلِد في قرية فنديك (في منطقة كوكسون الحالية بمحافظة قهرمان مرعش) وهو ابن جركيز حسن باي زاده عبد الله بك. 